# União das Freguesias de São Martinho do Bispo e Ribeira de Frades
União das Freguesias de São Martinho do Bispo e Ribeira de Frades, kürzer São Martinho do Bispo e Ribeira de Frades, ist eine Gemeinde (Freguesia) im Kreis (Concelho) von Coimbra im mittleren Portugal.
In der Gemeinde leben 16.049 Einwohner auf einer Fläche von 24,68 km² (Stand nach Zahlen von 2011).
Die Gemeinde entstand im Zuge der Gebietsreform in Portugal am 29. September 2013 durch Zusammenlegung der Gemeinden São Martinho do Bispo und Ribeira de Frades. São Martinho do Bispo wurde Sitz der Gemeinde, die ehemalige Gemeindeverwaltung in Ribeira de Frades blieb als Außenstelle und Bürgerbüro weiter bestehen.